# Libania wiktori
Libania wiktori is een slakkensoort uit de familie van de Oxychilidae. De wetenschappelijke naam van de soort is voor het eerst geldig gepubliceerd in 1967 door Riedel.